# Neplatič
Neplatič je dlužník, který neuhradil své závazky k datu splatnosti. Každý, kdo má nějaký závazek je dlužníkem. Neplatičem se stává ve chvíli, kdy neuhradí svůj závazek ve lhůtě splatnosti. 
Věřitelé se často snaží chránit před neplatiči tím, že uveřejňují jejich jména na internetu nebo jinde. Vznikají tak tzv. „registry dlužníků“ (ve skutečnosti se jedná o registry neplatičů).

## Neplatič jako pozitivní koncept
Česká ekologická organizace Hnutí DUHA razí termín neplatiči také pro lidi, kteří pomocí technických opatření razantně sníží spotřebu energie z fosilních paliv ve své domácnosti a potažmo účty, jež platí dodavatelům elektřiny, tepla nebo plynu. Poukazuje přitom na potenciál, který má stavba nebo rekonstrukce domů do pasivního či nízkoenergetického standardu, kvalitní zateplení, výměna oken a dveří, instalace kotlů na biomasu, solárních kolektorů k ohřevu vody či fotovoltaických panelů na střechách a úsporných domácích elektrospotřebičů.